# Codiaeum ludovicianum
Codiaeum ludovicianum är en törelväxtart som beskrevs av Airy Shaw. Codiaeum ludovicianum ingår i släktet Codiaeum och familjen törelväxter. Inga underarter finns listade i Catalogue of Life.